# Grabowczyk
Grabowczyk [pronunciación en polaco: /ɡraˈbɔft͡ʂɨk/] es un pueblo ubicado en el distrito administrativo de Gmina Grabowiec, dentro del Condado de Zamość, Voivodato de Lublin, en Polonia oriental. Se encuentra aproximadamente a 3 kilómetros al noreste de Grabowiec, a 27 kilómetros al noreste de Zamość, y a 85 kilómetros al sureste de la capital regional Lublin.